# Huis Lotharingen
Het huis Lotharingen, de hoofd- en de momenteel enig overblijvende lijn die bekendstaat als huis Habsburg-Lotharingen, was een van de belangrijkste en langst regerende koningshuizen in de geschiedenis van Europa. Op dit moment wordt het huis geleid door Karel van Habsburg-Lotharingen, de titulaire keizer van Oostenrijk, koning van Hongarije, Kroatië, Bohemen, Galicië en Lodomerië, Illyrië, alsook de titulaire koning van Jeruzalem.

## Afkomst

### Huis van de Ardennen-Metz
Het huis beweert af te stammen van Gerard I van Parijs (graaf van Parijs) (gestorven in 779) wiens directe afstammelingen bekendstaan als de Girardides. Er wordt verondersteld van de Matfriedingers van de 10e eeuw dat ze ook een tak van de familie zijn geweest; aan het begin van de 10e eeuw waren zij "graven van Metz" en regeerden over een reeks van heerlijkheden in de Elzas en Lotharingen. Tijdens de renaissance hadden de hertogen van Lotharingen de neiging om aanspraak te maken op de Karolingische afkomst, zoals geïllustreerd werd door Alexandre Dumas père in de roman La Dame de Monsoreau (1846); in feite overleefde er maar heel weinig documentatie over de vroege generaties wat maakte dat de reconstructie van een stamboom van de stamvaders van het Huis van de Elzas een groot deel giswerk is.
Wat meer aantoonbaar is, is dat in 1048 keizer Hendrik III het hertogdom Opper-Lotharingen eerst gaf aan Adalbert van Lotharingen en dan aan zijn broer Gerard wiens opvolgers (gezamenlijk bekend als het Huis van de Elzas of het Huis Châtenois) het hertogdom behielden tot de dood van Karel II van Lotharingen in 1431.

### Huizen Vaudémont en Guise

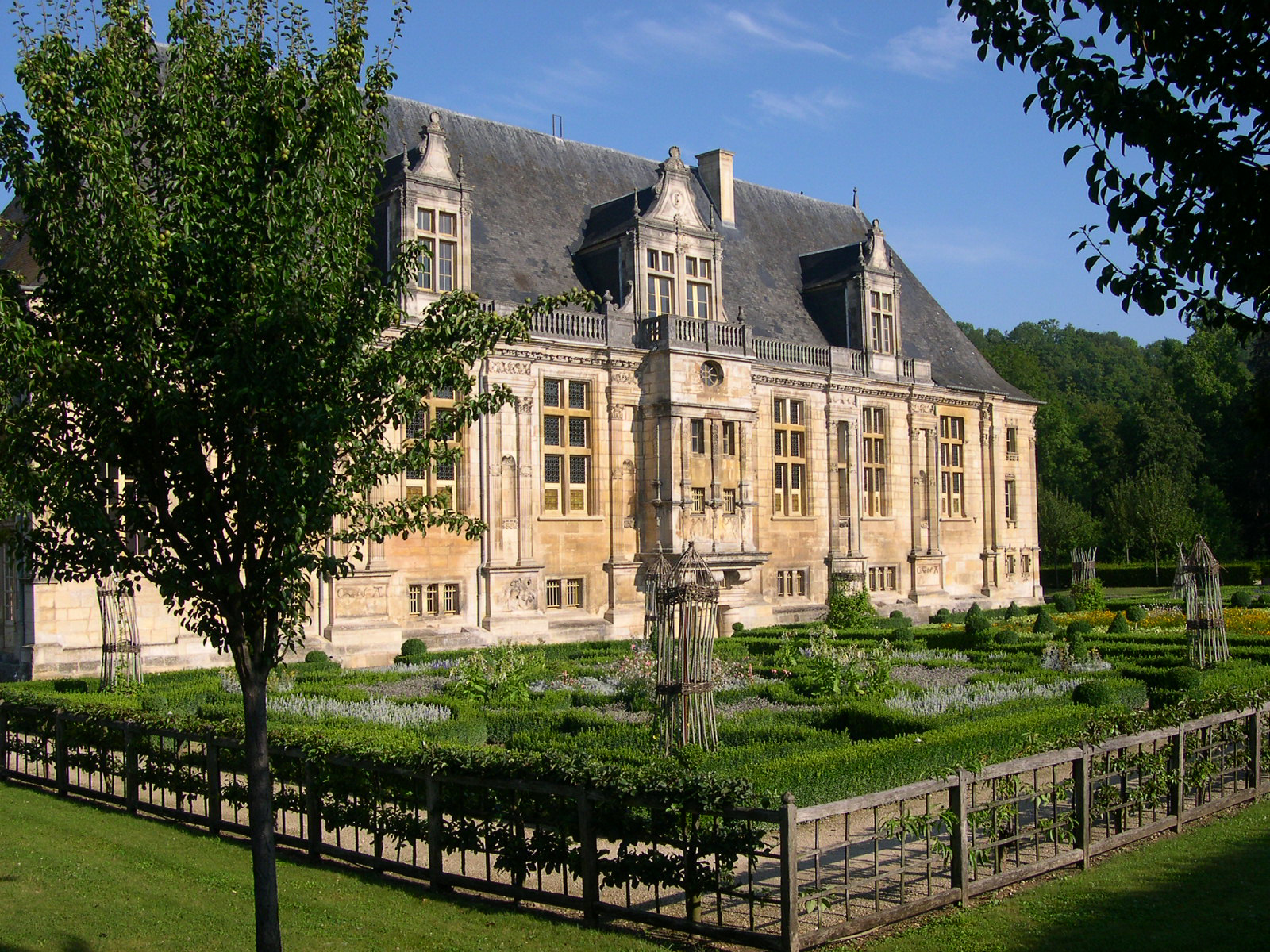
Het Château du Grand Jardin in Joinville, de zetel van de graven en hertogen van Guise

Na een kort intermezzo van 1453-1473, toen het hertogdom werd overgedragen van Karels dochter aan haar man Jan II van Lotharingen, een Capetinger, keerde Lotharingen terug naar het Huis Vaudémont, een kleine tak van het Huis Lotharingen, in de persoon van René II die later de titel van hertog van Bar toevoegde aan zijn titels.
De Hugenotenoorlogen zagen de opkomst van een kleine tak van het Huis Lotharingen, namelijk het Huis Guise, dat een zeer dominante macht werd in de Franse politiek en, tijdens de latere jaren van de heerschappij van Hendrik III, het op de rand was van het bestijgen van de Franse troon. Maria van Guise, moeder van Maria I van Schotland, kwam ook uit deze familie.
Onder de Bourbon-monarchie bleef de overblijvende tak van het Huis Guise, onder leiding van de hertog van Elbeuf, deel uitmaken van de hoogste rangen van de Franse aristocratie, terwijl de hoofdtak van het Huis Vaudémont bleef regeren over de onafhankelijke hertogdommen van Lotharingen en Bar. De imperialistische ambities van Lodewijk XIV (onder andere de bezetting van Lotharingen van 1669-1697) dwongen de hertogen een permanente alliantie aan te gaan met zijn aartsvijanden, de Rooms-Duitse keizers van het Huis Habsburg.

## Huis Habsburg-Lotharingen

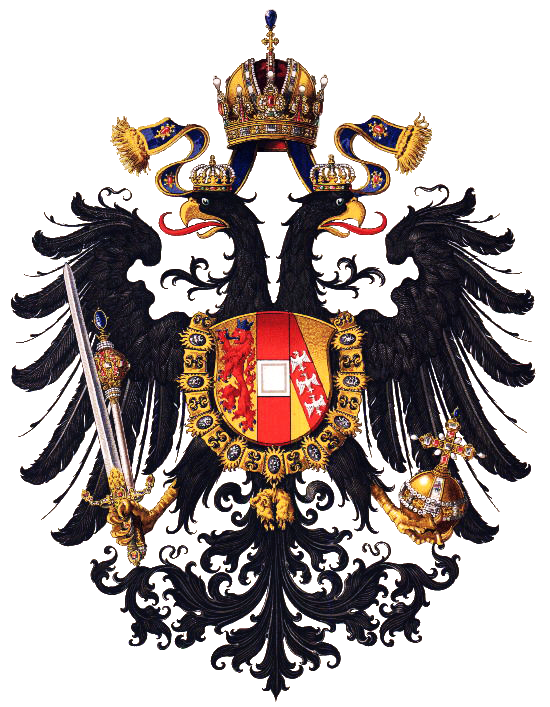
Het wapen van het Huis Habsburg-Lotharingen. Het schild toont de wapens van de families Habsburg, Babenberg en Lotharingen

Na het mislukken van keizer Jozef I en keizer Karel VI in het verwekken van een zoon en een erfgenaam, liet de Pragmatieke Sanctie van 1713 de troon aan de nog ongeboren dochter van Karel VI, Maria Theresia. In 1736 regelde keizer Karel haar huwelijk met Frans van Lotharingen die toestond om zijn erflanden te ruilen voor het groothertogdom Toscane (alsook het hertogdom Teschen van de keizer).
Bij de dood van Karel in 1740 werden de Habsburgse landen doorgegeven aan Maria Theresia en Frans, die later werd verkozen tot Rooms-Duits keizer als Frans I Stefan. De huwelijks- en dynastieke unie Habsburg-Lotharingen werd neergeslagen, maar overleefde de Oostenrijkse Successieoorlog. De dochters van Frans en Maria Theresia, Marie Antoinette en Maria Carolina, werden koningin van Frankrijk en koningin van Napels-Sicilië, respectievelijk; terwijl hun zonen de keizerlijke titel verkregen als keizer Jozef II en keizer Leopold II .
Naast de belangrijkste Habsburgse bezittingen, inclusief de driedubbele kroon van Oostenrijk, Hongarije en Bohemen, heersten verscheidene kleine takken van het Huis Habsburg-Lotharingen in de Italiaanse hertogdommen van Toscane (tot 1860), Parma (tot 1847) en Modena (tot 1859). Een ander lid van het huis, Maximiliaan, was keizer van Mexico (1863-1867).
In 1900 gaf Frans Ferdinand van Oostenrijk-Este (toen nog vermoedelijke opvolger van de Oostenrijk-Hongaarse troon) opdracht voor een morganatisch huwelijk met gravin Sophie Chotek. Hun afstammelingen, die bekendstaan als het Huis Hohenberg, werden uitgesloten voor de opvolging van de Oostenrijk-Hongaarse troon, maar niet die van Lotharingen, waar morganatische huwelijken nooit werden verboden. Desalniettemin wordt Karel van Habsburg-Lotharingen, de achterkleinzoon van de jongere broer van Frans Ferdinand, algemeen beschouwd als het huidige hoofd van het huis.

## Stamboom

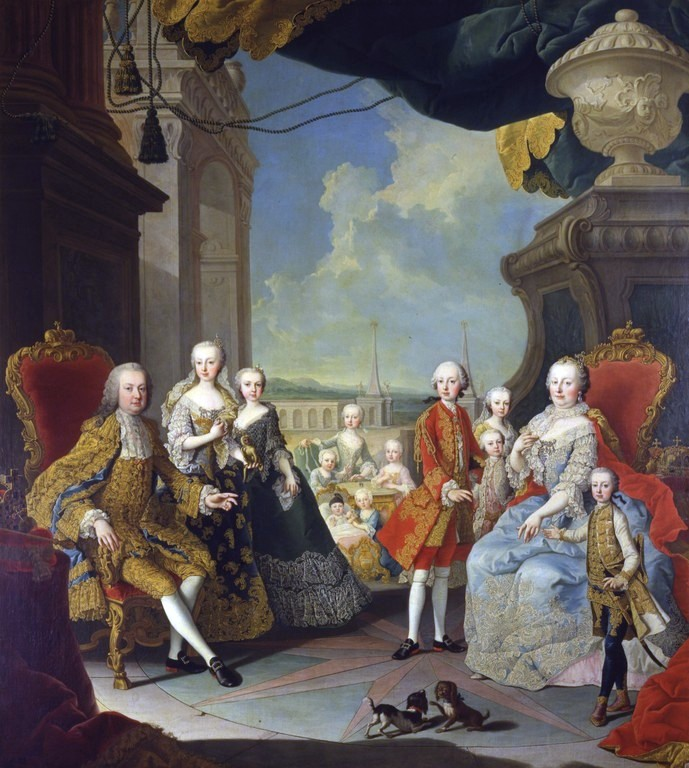
Frans van Lotharingen met zijn familie

De genealogische geschiedenis van het huis werd zorgvuldig gedocumenteerd vanaf de vroege 11e eeuw maar kan voorzichtig worden getraceerd in mannelijke lijn tot de 8e eeuw.
1. Gerard, hertog van Lotharingen, c. 1028-1070
2. Diederik II, hertog van Lotharingen, c. 1055-1115
3. Simon I, hertog van Lotharingen, c. 1080-1138
4. Mattheus I, hertog van Lotharingen, c. 1110-1176
5. Ferry I, hertog van Lotharingen, c. 1140-1207
6. Ferry II, hertog van Lotharingen, c. 1165-1213
7. Mattheus II, hertog van Lotharingen, c. 1192-1251
8. Ferry III, hertog van Lotharingen, c. 1230-1303
9. Theobald II, hertog van Lotharingen, c. 1260-1312
10. Ferry IV, hertog van Lotharingen, 1282-1328
11. Rudolf, hertog van Lotharingen, c. 1310-1346
12. Jan I, hertog van Lotharingen, 1346-1390
13. Ferry I van Vaudémont, 1346-1390
14. Anton van Vaudémont, c. 1395-1431
15. Ferry II van Vaudémont, 1417-1470
16. René II, hertog van Lotharingen, 1451-1508
17. Anton, hertog van Lotharingen, 1489-1544
18. Frans I, hertog van Lotharingen, 1517-1545
19. Karel III, hertog van Lotharingen, 1543-1608
20. Frans van Vaudémont, 1572-1632
21. Nicolaas II, hertog van Lotharingen, 1609-1679
22. Karel V, hertog van Lotharingen, 1643-1690
23. Leopold, hertog van Lotharingen, 1679-1729
24. Frans I Stefan, Rooms-Duits keizer, 1708-1765
25. Leopold II, Rooms-Duits keizer, 1747-1792
26. Frans II, Rooms-Duits keizer, 1768-1835
27. Frans Karel, aartshertog van Oostenrijk, 1802-1878
28. Karel Lodewijk, aartshertog van Oostenrijk, 1833-1896
29. Otto Frans, aartshertog van Oostenrijk, 1865-1906
30. De zalige Karel I van Oostenrijk, 1887-1922
31. Kroonprins Otto van Habsburg-Lotharingen, 1912-2011
32. Karel van Habsburg-Lotharingen, 1961-
33. Ferdinand Zvonimir Habsburg-Lotharingen, 1997-